# Spöket på Bragehus
Spöket på Bragehus är en svensk komedifilm från 1936 i regi av Ragnar Arvedson och Tancred Ibsen, baserad på Ove Ansteinssons pjäs Hansen (1928).

## Handling
Slottet Bragehus skall ärvas av unga Adrienne Brage. Gården behöver en rejäl upprustning och förvaltaren Einar Hård anställs till uppgiften. Einar intresserar sig för Adrienne, men detta uppskattas inte alls av de tre tanter som fortfarande innehar slottet (och är släkt med Adrienne). Einar blir till sådant besvär att tanterna beslutat sig för att skrämma bort honom med hjälp av spökerier då han passande nog valt att husera i "Spökflygeln".

## Om filmen
Filmen spelades in sommaren 1936 och hade premiär den 25 november samma år på biograferna Astoria och Roxy i Stockholm. Spöket på Bragehus har visats vid ett flertal tillfällen i SVT, bland annat i oktober 2019.

## Rollista
- Adolf Jahr – Einar Hård, förvaltare på Bragehus
- Annalisa Ericson – Adrienne Brage
- Tollie Zellman – Agate Brage
- Eric Abrahamsson – Johan Eriksson, betjänt
- Einar Axelsson – Arnell, godsägare på Berga
- Gerda Björne – Beat-Sophie Brage
- Märtha Lindlöf – Constance Brage
- Olof Sandborg – häradshövding Dyhlén
- Ragnar Widestedt – landsfiskal
- John Ericsson – befallningsman
- Anders Frithiof – förmögen bonde
- Torsten Hillberg – förmögen bonde
- Hugo Björne – "vandraren"
- Erik Johansson – dräng
- Siri Olson – systrarna Brages jungfru
- Britta Estelle – en ung Agate Brage